# VIe législature des Cortes d'Aragon
La VIe législature des Cortes d'Aragon est un cycle parlementaire des Cortes d'Aragon, d'une durée de quatre ans, ouvert le 20 juin 2003, à la suite des élections du 25 mai précédent, et clos le 3 avril 2007.

## Bureau
| Poste                    | Titulaire       | Parti | Parti | Circonscription |
| ------------------------ | --------------- | ----- | ----- | --------------- |
| Président                | Francisco Pina  |       | PSOE  | Huesca          |
| Première vice-présidente | Ana Fernández   |       | PSOE  | Saragosse       |
| Second vice-président    | Fernando Martín |       | PP    | Saragosse       |
| Première secrétaire      | Marta Usón      |       | PAR   | Huesca          |
| Second secrétaire        | José Sierra     |       | PP    | Huesca          |

## Groupes parlementaires
| Nom | Nom                        | Début | Fin | Porte-parole   |
| --- | -------------------------- | ----- | --- | -------------- |
|     | Groupe socialiste          | 27    | 27  | Jesús Franco   |
|     | Groupe populaire           | 22    | 22  | Antonio Suárez |
|     | Groupe Union aragonaisiste | 9     | 9   | Chesús Bernal  |
|     | Groupe aragonais           | 8     | 8   | Javier Allué   |
|     | Groupe mixte               | 1     | 1   | Adolfo Barrena |

## Commissions parlementaires
| Commission                                                                 | Président              | Parti | Parti | Circonscription |
| -------------------------------------------------------------------------- | ---------------------- | ----- | ----- | --------------- |
| Commissions permanentes législatives                                       |                        |       |       |                 |
| Commission institutionnelle                                                | Inocencio Martínez     | PAR   |       | Teruel          |
| Commission de l'Économie et des Budgets                                    | Juan Bruned            | PP    |       | Huesca          |
| Commission de l'Aménagement territorial                                    | Manuel Lana            | PSOE  |       | Huesca          |
| Commission agraire                                                         | José Laplana           | PSOE  |       | Huesca          |
| Commission de l'Industrie, du Commerce et du Tourisme                      | María Herrero          | PAR   |       | Teruel          |
| Commission de la Santé                                                     | María Pellicer         | PSOE  |       | Huesca          |
| Commission de l'Éducation et de la Culture                                 | Ana García             | PSOE  |       | Saragosse       |
| Commission de l'Environnement                                              | Antonio Ruspira        | PAR   |       | Huesca          |
| Commission des Affaires sociales                                           | Teresa Perales         | PAR   |       | Saragosse       |
| Commission des Affaires sociales                                           | Ana de Salas (02/2006) | PAR   |       | Saragosse       |
| Commission de la Science, de la Technologie et de l'Enseignement supérieur | Amparo García          | PSOE  |       | Teruel          |
| Commissions permanentes non-législatives                                   |                        |       |       |                 |
| Commission du Règlement et du Statut des députés                           | Francisco Pina         | PSOE  |       | Huesca          |
| Commission des Pétitions et des Droits humains                             | Ángel Tomás            | PSOE  |       | Teruel          |

## Gouvernement et opposition
| Candidat                  | Date                                      | Vote       |      |    |     |     |    | Résultat |
| Candidat                  | Date                                      | Vote       | PSOE | PP | CHA | PAR | IU | Résultat |
| Marcelino Iglesias (PSOE) | 3 juillet 2003 (majorité absolue requise) | Oui        | 27   |    |     | 8   |    | 35 / 67  |
| Marcelino Iglesias (PSOE) | 3 juillet 2003 (majorité absolue requise) | Non        |      | 22 | 9   |     |    | 31 / 67  |
| Marcelino Iglesias (PSOE) | 3 juillet 2003 (majorité absolue requise) | Abstention |      |    |     |     | 1  | 1 / 67   |

## Désignations

### Sénateurs
| Parti | Parti | Sénateurs désignés    | Voix |
| ----- | ----- | --------------------- | ---- |
| PAR   |       | José María Mur Bernad | 35   |
| PP    |       | Santiago Lanzuela     | 22   |

- Désignation : 18 juillet 2003.